# Inked Awards
Inked Awards — ежегодная американская кинонаграда в области порноиндустрии, учреждённая в 2012 году журналом Inked Angels, который специализируется на татуировках. Первоначально награды вручались всего в семи категориях. В 2013 году, помимо порноиндустрии, были также присуждены награды в альтернативной музыке, в частности, были награждены группы Five Finger Death Punch, Butcher Babies и Shinedown. В дальнейшем награды вручались исключительно за вклад в развитие альтернативной порнографии в более чем двадцати различных категориях исполнителям, режиссёрам, студиям и фильмам.
На 2021 год было запланировано проведение девятой по счёту церемонии награждения Inked Awards.

## Список категорий

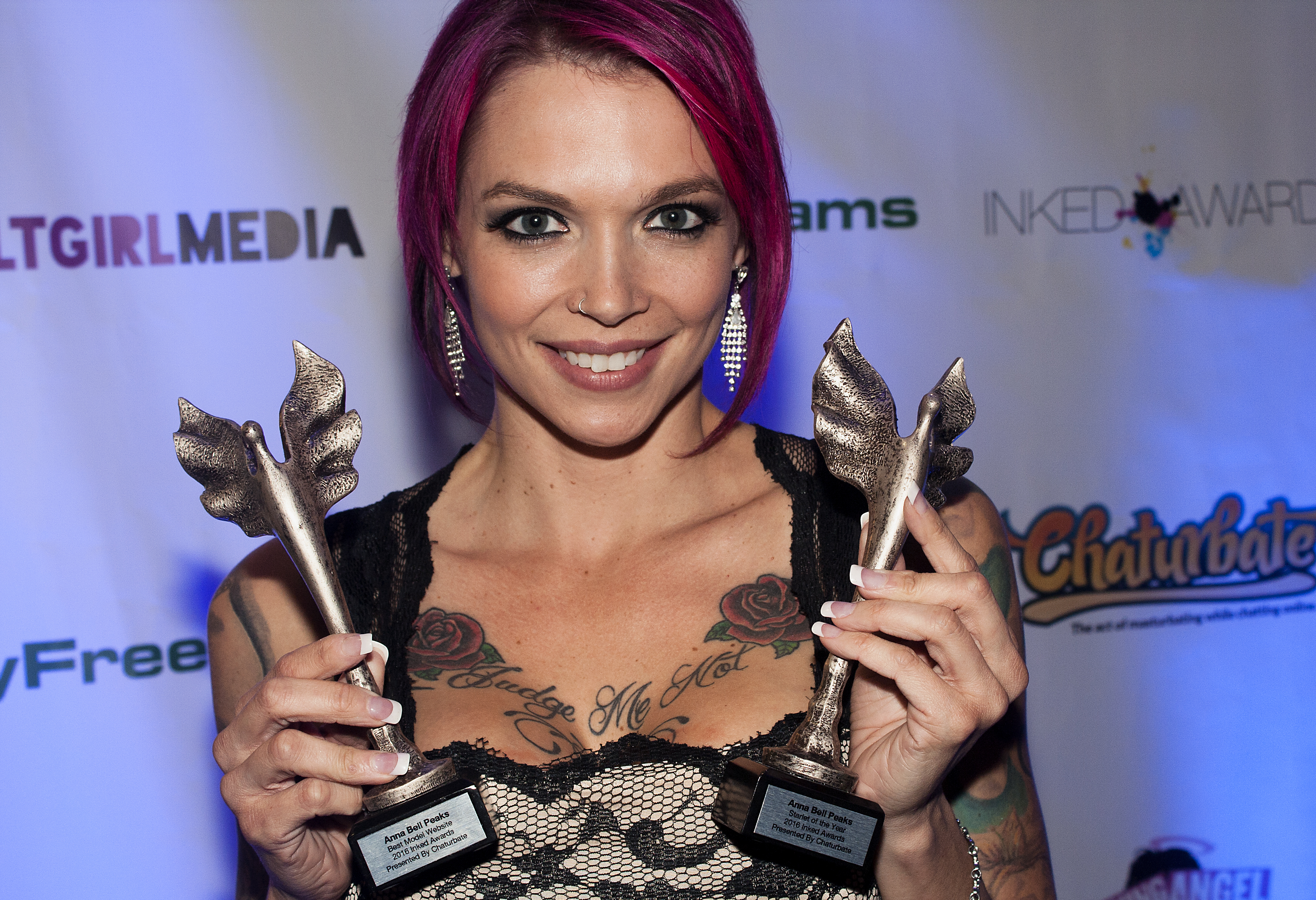
Анна Белл Пикс, лауреат десяти наград Inked Awards, на церемонии награждения в 2016 году

| Название                                        | Перевод                                                        |
| ----------------------------------------------- | -------------------------------------------------------------- |
| Starlet of the Year                             | Старлетка года                                                 |
| Female Performer of the Year                    | Исполнительница года                                           |
| Male Performer of the Year                      | Исполнитель года                                               |
| TS Performer of the Year                        | Транссексуальный исполнитель года                              |
| Best Female Clip Artist                         | Лучшая артистка видеоклипов                                    |
| Best Male Clip Artist                           | Лучший артист видеоклипов                                      |
| BBW of the Year                                 | BBW года                                                       |
| Camgirl of the Year                             | Вебкам-девушка года                                            |
| Feature of the Year                             | Особенность года                                               |
| Social Media Queen                              | Королева социальных медиа                                      |
| Best Tits                                       | Лучшие сиськи                                                  |
| Best Ass                                        | Лучшая задница                                                 |
| Perfect Pussy                                   | Совершенная киска                                              |
| Best Ink                                        | Лучшая татуировка                                              |
| Best Oral                                       | Лучший орал                                                    |
| Best Anal                                       | Лучший анал                                                    |
| Best Model Website                              | Лучший веб-сайт модели                                         |
| Director of the Year                            | Режиссёр года                                                  |
| Scene of the Year                               | Сцена года                                                     |
| Best Girl/Girl Scene                            | Лучшая лесбийская сцена                                        |
| Best Group Scene                                | Лучшая групповая сцена                                         |
| DVD of the Year                                 | DVD года                                                       |
| Studio of the Year                              | Студия года                                                    |
| Achievement Award Bill Snyder Achievement Award | Награда за достижения Награда им. Билла Снайдера за достижения |
| Pornvert Memorial Award                         | —                                                              |
| Hall of Fame                                    | Зал славы                                                      |
| Музыкальные категории (только 2013 год)         |                                                                |
| Album of the Year                               | Альбом года                                                    |
| Best New Band                                   | Лучшая новая группа                                            |
| Band of the Year                                | Группа года                                                    |
| Single of the Year                              | Сингл года                                                     |
| Best Live Band                                  | Лучшая группа с живым выступлением                             |

## Список лауреатов премии

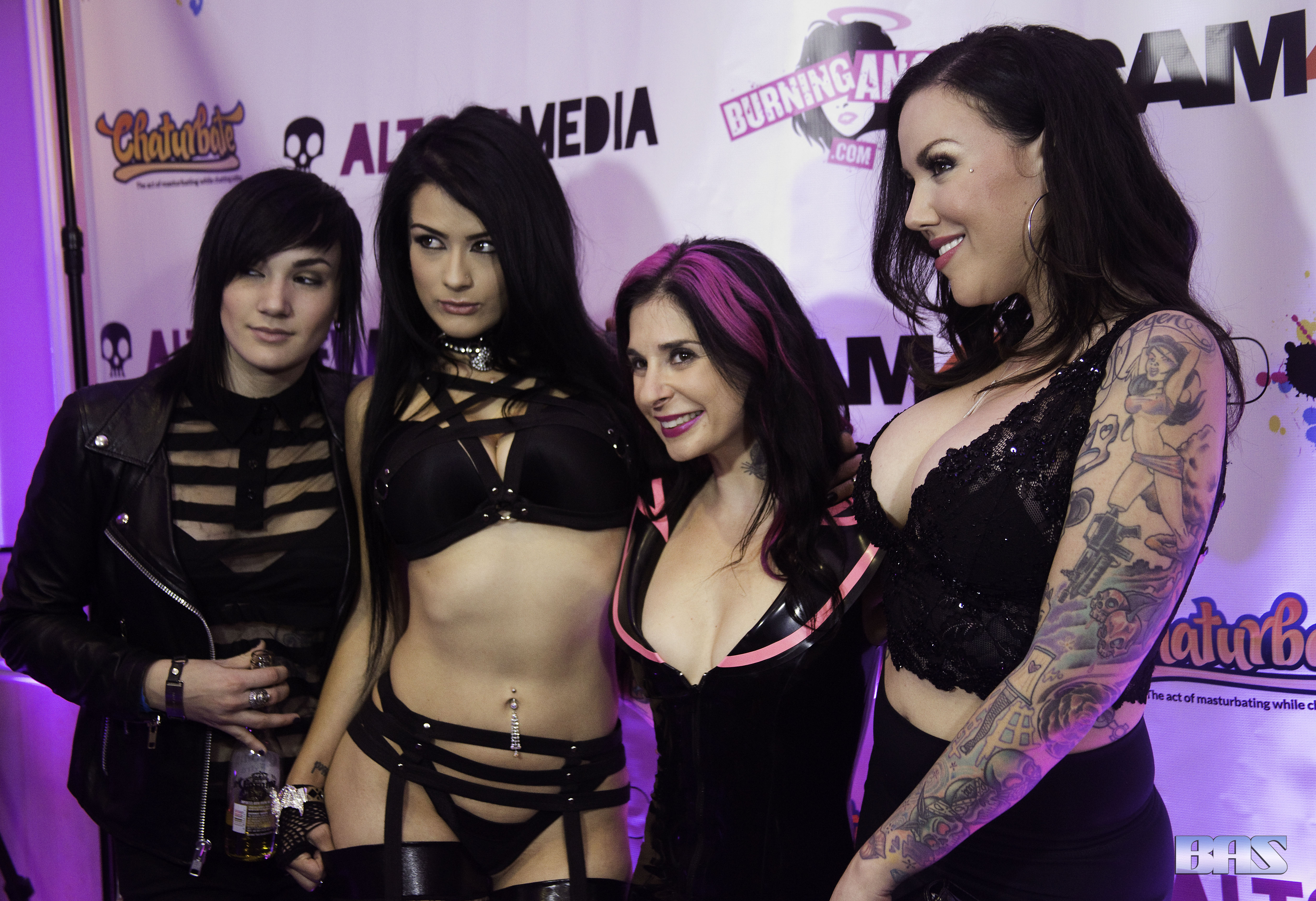
Слева направо: Никки Хартс, Катрина Джейд, Джоанна Энджел и Эмили Паркер на Inked Awards в 2015 году

### Старлетка года
- 2012: Бонни Роттен[1]
- 2013: Кэмерон Канада[2]
- 2014: Кармен Карма[5]
- 2015: Рэйчел Мадори[6]
- 2016: Анна Белл Пикс[7]
- 2017: Холли Хендрикс[8]
- 2018: Хани Голд[9]
- 2019: Карма Рекс[10]

### Исполнительница года
- 2012: Джуэлз Вентура[1]
- 2013: Бонни Роттен[2]
- 2014: Скин Даймонд[5]
- 2015: Роми Рэйн[6]
- 2016: Роми Рэйн[7]
- 2017: Клейо Валентьен[8]
- 2018: Катрина Джейд[9]
- 2019: Роми Рэйн[10]

### Исполнитель года
- 2013: Томми Пистол[2]
- 2014: Томми Пистол[5]
- 2015: Лексингтон Стил[6]
- 2016: Смолл Хэндс[7]
- 2017: Смолл Хэндс[8]
- 2018: Томми Пистол[9]
- 2019: Смолл Хэндс[10]

### Транссексуальный исполнитель года
- 2019: Обри Кейт[10]

### Лучшая артистка видеоклипов
- 2018: Ларкин Лав[9]
- 2019: Вероника Роуз[10]

### Лучший артист видеоклипов
- 2018: Джонни Гудлак[9]
- 2019: Джонни Гудлак[10]

### BBW года
- 2014: Келли Сибари[5]
- 2015: Джейд Роуз[6]
- 2016: Алексис Аллюр[7]
- 2017: София Роуз[8]
- 2018: София Роуз[9]
- 2019: Кимми Кабум[10]

### Вебкам-девушка года
- 2012: Хейли Морган[1]
- 2013: Кэт вон Секси[2]
- 2014: Рамона Флаур[5]
- 2015: Анна Белл Пикс[6]
- 2016: Тиша Дрэйвен[7]
- 2017: Кэтрин Тэйлер[8]
- 2018: Кэтрин Тэйлер[9]
- 2019: Анна Клэр Клаудс[10]

### Особенность года
- 2012: Кэтрин Тэйлер[1]
- 2013: Северин Грейвз[2]
- 2014: Пэйтон Син-Клэр[5]
- 2015: Сара Джесси[6]
- 2016: Ли Рэйвен[7]
- 2017: Вероника Роуз[8]
- 2018: Рокки Эмерсон[9]
- 2019: Меган Скай[10]

### Королева социальных медиа
- 2014: Кэтрин Тэйлер[5]
- 2015: Кэтрин Тэйлер[6]
- 2016: Вероника Роуз[7]
- 2017: Кэтрин Тэйлер[8]
- 2018: Лорен Филлипс[9]
- 2019: Кэтрин Тэйлер[10]

### Лучшие сиськи
- 2014: Хейли Морган[5]
- 2015: Кэтрин Тэйлер[6]
- 2016: Дженевив Хекс[7]
- 2017: Анна Белл Пикс[8]
- 2018: Крисси Лебланк[9]
- 2019: Крисси Лебланк[10]

### Лучшая задница
- 2014: Кармен Карма[5]
- 2015: Кисса Синс[6]
- 2016: Кисса Синс[7]
- 2017: Роми Рэйн[8]
- 2018: Kiittenymph[9]
- 2019: Джесси Ли[10]

### Совершенная киска

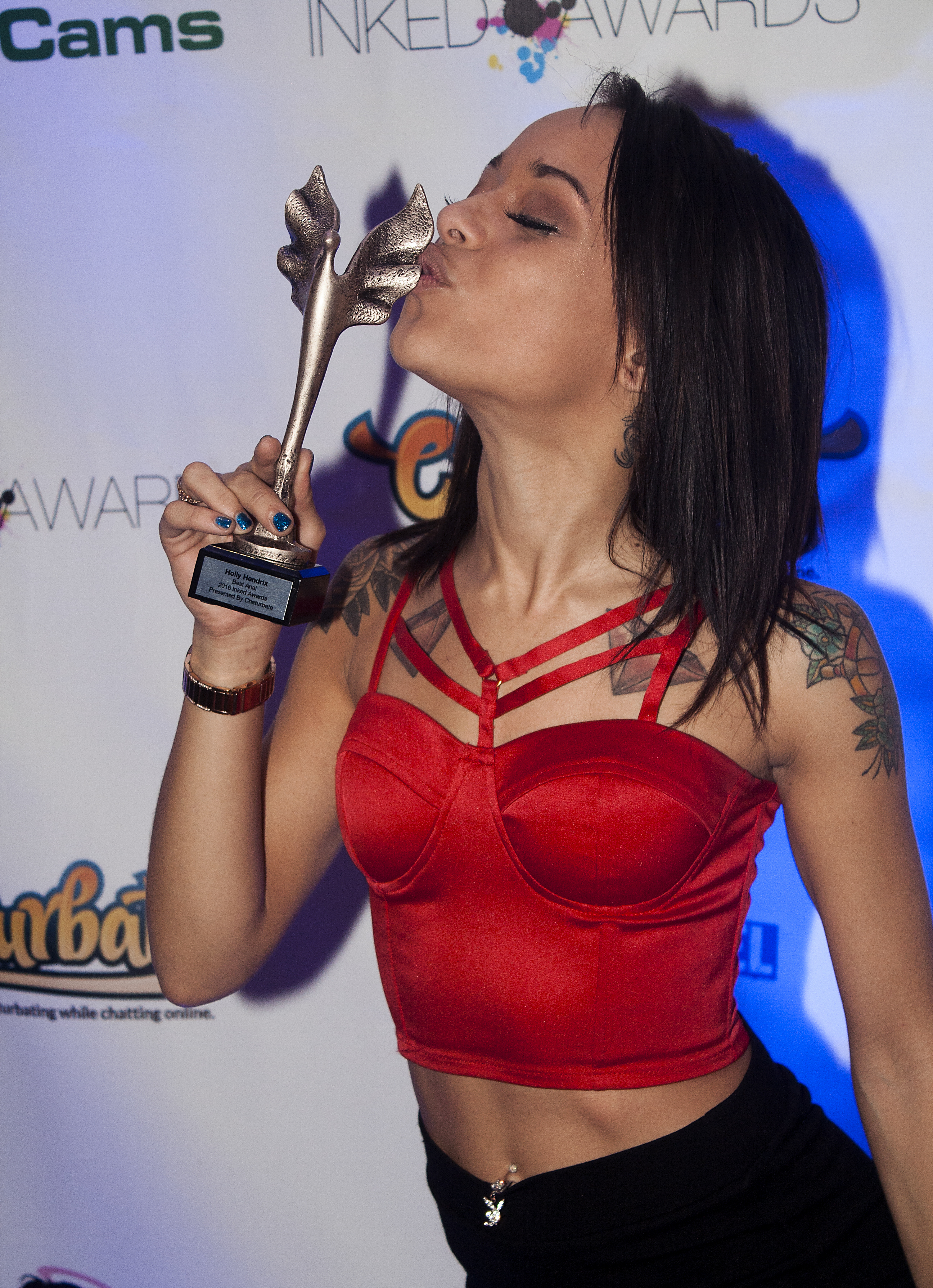
Холли Хендрикс, лауреат семи наград, на Inked Awards в 2016 году

- 2014: Кармен Карма[5]
- 2015: Анна Белл Пикс[6]
- 2016: Вероника Роуз[7]
- 2017: Холли Хендрикс[8]
- 2018: Анна Белл Пикс[9]
- 2019: Бэйби Сид[10]

### Лучшая татуировка
- 2016: Клейо Валентьен[7]
- 2017: Харли Мари[8]
- 2018: Наташа Грей[9]
- 2019: Ава Минкс[10]

### Лучший орал
- 2015: Кармен Карма[6]
- 2016: Кали Картер[7]
- 2017: Кензи Тейлор[8]
- 2018: Тексас Патти[9]
- 2019: Шеридан Лав[10]

### Лучший анал
- 2015: Кармен Карма[6]
- 2016: Холли Хендрикс[7]
- 2017: Холли Хендрикс[8]
- 2018: Холли Хендрикс[9]
- 2019: Холли Хендрикс[10]

### Лучший веб-сайт модели
- 2016: AnnaBellPeaks.xxx[7]
- 2017: AnnaBellPeaks.xxx[8]
- 2018: ILoveSofiaRose.com[9]
- 2019: MyPerfectHarem.com[10]

### Режиссёр года
- 2013: Томми Пистол[2]
- 2014: Джоанна Энджел[5]
- 2015: Джонни Даркко[6]
- 2016: Мик Блу[7]
- 2017: Джоанна Энджел[8]
- 2018: Джонни Даркко[9]
- 2019: Майк Квазар[10]

### Лучшие сцены

#### Сцена года
- 2013: гэнг-бэнг с Бонни Роттен, The Gangbang of Bonnie Rotten (Digital Sin)[2]
- 2014: Верука Джеймс[5]
- 2015: Клейо Валентьен и Сет Гэмбл, Axel Braun’s Inked (Wicked Pictures)[6]
- 2016: Мик Блу и Рэйчел Мадори, Anal Intoxication (Evil Angel)[7]
- 2017: Анна Белл Пикс и Смолл Хэндс, Squirt or Die (Burning Angel)[8]
- 2018: Ксандер Корвус и Хани Голд, Leather and Latex (Burning Angel)[9]
- 2019: Джесси Джонс и Хани Голд, Swimsuit Calendar Girls 2019 (Elegant Angel)[10]

#### Лучшая лесбийская сцена
- 2015: Бонни Роттен и Дана Весполи, Twisted Lesbian Anal Spit Play (Evil Angel)[6]
- 2016: Клейо Валентьен и Сэмми Сикс, Ronda Arouse Me (Burning Angel)[7]
- 2017: Габриэлла Палтрова и Холли Хендрикс, Fetish Fanatic 21 (Evil Angel)[8]
- 2018: Анна Белл Пикс и Фелисити Филайн[исп.], Bloodthirsty Biker Babes (Brazzers)[9]
- 2019: Катрина Джейд и Ли Рэйвен, Hot and Mean 18 (Brazzers)[10]

#### Лучшая групповая сцена
- 2015: Джеймс Дин, Джоанна Энджел, Клейо Валентьен, Мик Блу, Мистер Пит, Наталия Мари и Скин Даймонд, All About That Orgy (Burning Angel)[6]
- 2016: Роми Рэйн, Тони Рибас и Элли Хейз, Deadly Rain (Brazzers)[7]
- 2017: Анна Белл Пикс, Ли Рэйвен, Никки Хартс и Чед Альва, Cindy Queen of Hell (Burning Angel)[8]
- 2018: Катрина Джейд, Марк Вуд и Франческа Ли, I am Katrina (Evil Angel)[9]
- 2019: Джоанна Энджел, Карма Рекс и Смолл Хэндс, All Access POV 2 (Burning Angel)[10]

### DVD года
- 2012: Meet Bonnie[1]
- 2013: Whore’s Ink (Evil Angel)[2]
- 2014: Inked Angels 3 (Evil Angel)[5]
- 2015: Whore’s Ink 2 (Evil Angel)[6]
- 2016: Deadly Rain (Brazzers)[7]
- 2017: Suicide Squad XXX (Wicked Pictures)[8]
- 2018: I Am Katrina (Evil Angel)[9]
- 2019: Inked and Anal (Evil Angel)[10]

### Студия года
- 2012: Dirty Diablos[1]
- 2013: Evil Angel[2]
- 2014: Evil Angel[5]
- 2015: Burning Angel[6]
- 2016: Evil Angel[7]
- 2017: Burning Angel[8]
- 2018: Evil Angel[9]
- 2019: Evil Angel[10]

### Награда им. Билла Снайдера за достижения
- 2012: Taboo, The Naughty But Nice Sex Show[1]
- 2013: Джоанна Энджел[2]
- 2014: Evil Angel[5]
- 2015: Дана Весполи[6]
- 2016: Митч Фонтейн[7]
- 2017: Inked[англ.][8]
- 2018: Кристи Мак[9]
- 2019: AltPorn.net[10]

### Pornvert Memorial Award
- 2016: Altgirlmedia[7]
- 2017: Пит Хаусли[8]
- 2018: MyFreeCams.com[9]
- 2019: Porn: The Game[10]

### Зал славы
- 2015: Джанин Линдмалдер и Джоанна Энджел[6]
- 2016: Мисси Суисайд[7]
- 2017: Бонни Роттен[8]
- 2018: Томми Пистол[9]
- 2019: Анна Белл Пикс[10]

### Музыка

#### Альбом года
- 2013: The Wrong Side of Heaven and the Righteous Side of Hell, Volume 1 (Five Finger Death Punch)[2]

#### Лучшая новая группа
- 2013: Butcher Babies[2]

#### Группа года
- 2013: Five Finger Death Punch[2]

#### Сингл года
- 2013: «Hail to the King[англ.]» (Avenged Sevenfold)[2]

#### Лучшая группа с живым выступлением
- 2013: Shinedown[2]